# بخش باجالی
بخش باجالی (به انگلیسی: Bajali district) یک منطقهٔ مسکونی در هند است که در Lower Assam Division واقع شده‌است.